# Мария Касимова-Моасе
Мария Хиндова Касимова-Моасе е българска журналистка и писателка.

## Биография
Родена е на 5 октомври 1969 г. в София. Дъщеря е на телевизионната режисьорка в редакция „Новини“ на БНТ Сета Илиева и актьора от Сатиричния театър Хиндо Касимов.
Завършва Българска филология в Софийския университет. Работи като журналист в Българската национална телевизия, вестниците „Стандарт“, „24 часа“, „Сега“ и други, заместник главен редактор на списание ELLE в България, главен редактор на списание „Капитал LIGHT“ и съосновател и главен редактор на списанието за деловата жена НЕЯR.
От 2010 г. е на свободна практика и работи и като експерт по етикет и протокол, презентационни умения и комуникации. Първата ѝ книга е сборникът „Близки срещи със смесени чувства“, издаден през 2017 г.
През 2018 г. е издаден романът ѝ „Балканска рапсодия“. От юли 2020 г. в платформата Сторител е оригиналният ѝ комедиен сериал „Записки от Шато Лакрот“, който от месец май 2021 година е издаден и като книга от издателство „Колибри“. Участва със свои текстове в редица сборници, сред които „Бащите не си отиват“, „България за напреднали“, „Моята булчинска рокля“ и “Българите в чужбина – „…токова близо, толкова далече…“. На сцената на „Хепи Сатира комеди клуб“ в София представя авторското си представление „Свободно падащи истории“. Тя редовно пише за уебсайта „Площад Славейков“.
Съпругът ѝ е френският журналист Стефан Моасе. Има две дъщери.
Издигната е за вицепрезидент на Лозан Панов за президентските избори през 2021 г. от инициативата „Правосъдие за всеки“. Малката партия ВМРО-БНД се опитва да оспори регистрацията на кандидатурата ѝ, твърдейки че тя не отговаря на условието да е живяла в България последните 5 години, но Върховният административен съд отказва да разгледа жалбата, приемайки регистрацията, извършена от Централната избирателна комисия, за окончателна.